# Mezzanine-Kapital
Mezzanine-Kapital oder Mezzanine-Finanzierungen (abgeleitet von Mezzanin, einem Halb- oder Zwischengeschoss) beschreibt als Sammelbegriff Finanzierungsarten, die in ihren rechtlichen und wirtschaftlichen Ausgestaltungen eine Mischform zwischen Eigen- und Fremdkapital darstellen. Dabei wird in der klassischen Variante einem Unternehmen wirtschaftliches oder bilanzielles Eigenkapital zugeführt, ohne den Kapitalgebern Stimm- oder Einflussnahmerechte bzw. Residualansprüche wie den echten Gesellschaftern zu gewähren.

## Beschreibung
Mezzanine-Finanzierungsformen sind eine Mischung aus Eigenkapital- und Fremdkapitalfunktionen. Mezzanine-Kapital kann eigenkapitalähnlich (sog. Equity Mezzanine) in Form von Genussrechten, wertpapierverbrieften Genussscheinen oder stillen Beteiligungen gegeben werden. Möglich sind darüber hinaus Wandel- und Optionsanleihen. Mezzanine-Kapital, das in Form von nachrangigen, partiarischen Darlehen oder Gesellschafterdarlehen gewährt wird, besitzt hingegen Fremdkapitalcharakter und ist in der Regel bilanziell als Verbindlichkeit zu erfassen (sog. Debt Mezzanine). Die jeweilige Vertragsausgestaltung definiert, ob Mezzanineprodukt Eigenkapital- oder fremdkapitalähnlich ist.
Klassische Fremdkapitalgeber, wie Banken, rechnen das Mezzanine i. d. R. zumeist dem wirtschaftlichen Eigenkapital zu, da es die potenziell verfügbaren Sicherheiten nicht schmälert. Dies hat zur Folge, dass nach Aufnahme von Mezzanine-Kapital die Fremdfinanzierung erhöht werden kann, was wiederum eine günstigere Mischfinanzierung (s. u.) erlaubt.
Die Ausgestaltungsmöglichkeiten von Mezzanine-Kapital sind so variabel, dass flexible Finanzierungslösungen möglich sind, insbesondere in Bezug auf Laufzeiten (i. d. R. zwischen 7 und 10 Jahren), Kündigungsmöglichkeiten (z. B. wenn der Mezzanine-Nehmer in der Folge eine vorher definierte Eigenkapitalquote unterschreitet), Verzinsungs-, Gewinn- und Verlustregelungen oder Rückzahlungsmodalitäten. Jedoch entscheiden gerade diese Punkte, wie das investierte Kapital haftungs- und steuerrechtlich betrachtet wird (Eigen- oder Fremdkapital). Verbriefte, an einem Publikumsmarkt (Börse) handelbare Wertpapiere (in Deutschland z. B. Genussscheine) unterliegen der Prospekthaftung und der Genehmigung durch die Bundesanstalt für Finanzdienstleistungsaufsicht (BaFin).
Mezzanine-Geber haben unterschiedliche Gesellschafterhintergründe und können Private-Equity-Gesellschaften, Banken sowie spezielle Mezzanine-Fonds sein. In den Jahren 2004 bis 2007 (bis zur Finanzkrise ab 2007) boten diverse Banken sogenannte Programm-Mezzanine-Produkte dem deutschen Mittelstand als Finanzierungsbaustein an, bündelten diese Mittelstandstranchen dann in verschiedenen gearteten Portfolios und verkauften diese gebündelten Mezzanine-Finanzierungen an institutionelle Investoren.

## Bedeutung
Mezzanine-Finanzierungen gewannen vor allem durch die immer vorsichtigere Kreditvergabe der Banken durch Basel II insbesondere bei mittelständischen Unternehmen zunehmend an Bedeutung. Das höher zu verzinsende Mezzanine wird idealerweise ergänzt durch niedriger zu verzinsende klassische Kredite. Beispiel: Durch die Aufnahme von Mezzanine z. B. in Höhe von 1 Mio. Euro wird das wirtschaftliche Eigenkapital entsprechend erhöht, so dass zusätzliche Firmenkredite in Höhe von 2 Mio. Euro darstellbar sind (Mischfinanzierung).
Große Bedeutung hat die Mezzanine-Finanzierung insbesondere im Bereich des Private Equity bei fremdfinanzierten Übernahmen (Leveraged Buy-Outs), wo es in der Regel ein wichtiger Bestandteil der Kapitalstruktur ist, da es aus Sicht der Investoren erlaubt, den Eigenkapitaleinsatz gering zu halten.
Seit der Finanzkrise von 2008/9 sind Mezzaninegeber in Deutschland zumeist Beteiligungsgesellschaften, die sowohl Eigenkapital als auch Mezzanine anbieten, so z. B. VR Equity Partners oder BayBG, oder spezielle Mezzaninefonds, die aufgrund der niedrigen Zinsen und der guten Wirtschaftslage nur in sehr geringer Zahl am Markt aktiv sind, da der Verzinsungsanspruch dieses eigenkapitalähnlichen Produkts nur schwer beim Kunden durchzusetzen ist, also der Markt überschaubar ist.

## Rechnungslegung

### Rechnungslegung HGB
In der Rechnungslegung nach Handelsgesetzbuch orientiert man sich wie gewohnt am dort vorherrschenden Vorsichtsprinzip. Demnach ist eine Bilanzierung im Eigenkapital erst dann möglich, wenn das zur Verfügung gestellte Kapital eine „ausreichende“ Haftungsqualität aufweist. Dies ist (Stand 1994) erst dann gegeben, wenn die folgenden vier Voraussetzungen kumulativ erfüllt sind:
Nachrangigkeit
Im Insolvenz- bzw. Liquidationsfall darf ein Rückzahlungsanspruch erst gegeben sein, nachdem alle anderen Gläubiger, deren investiertes Kapital nicht als Eigenkapital klassifiziert wurde, bedient wurden. Es muss damit als „Haftsubstanz“ zur Verfügung stehen.
Verlustteilnahme bis zur vollen Höhe
Eine Verrechnung eingetretener Verluste mit Bestandteilen des bilanziellen Eigenkapitals, welches vor Ausschüttung besonders geschützt ist, darf erst erfolgen, wenn das Genussrechtskapital (o. ä.) verbraucht ist.
Erfolgsabhängigkeit der Vergütung
Vergütungen für das zur Verfügung gestellte Kapital erfolgen nur, soweit das Eigenkapital nicht die besonders geschützten Eigenkapitalbestandteile unterschreitet.
Längerfristigkeit der Kapitalüberlassung
Das Kapital muss für einen längeren Zeitraum überlassen werden, während dessen für den Emittenten und Investor die Rückzahlung ausgeschlossen ist. Darüber, wie lange das Kapital zur Verfügung gestellt sein muss, um als „langfristig“ eingestuft zu werden, äußert sich der HFA des Instituts der Wirtschaftsprüfer in seiner Stellungnahme nicht. Es sind allerdings mindestens fünf Jahre erforderlich. Eine Umqualifikation von Eigen- in Fremdkapital während der Laufzeit ist nicht erforderlich. Damit ist die Restlaufzeit bei der Kategorisierung in Eigen- oder Fremdkapital unerheblich.

### Rechnungslegung IFRS
In der internationalen Rechnungslegung nach den International Financial Reporting Standards (IFRS), ehemals International Accounting Standards (IAS), erfolgt die Zuordnung zu Eigen- oder Fremdkapital aufgrund der tatsächlichen Vertragsgestaltung. Tendenziell sieht IAS 32 – Financial Instruments: Disclosure and Presentation (Finanzinstrumente: Angaben und Darstellung) aber eher eine Zuordnung zum Fremdkapital vor, was zu einer hohen Ergebnisvolatilität führen kann.